# Diksanga (B), Afzalpur
Diksanga (B) là một làng thuộc tehsil Afzalpur, huyện Gulbarga, bang Karnataka, Ấn Độ.